# Link: The Faces of Evil y Zelda: The Wand of Gamelon
Link: The Faces of Evil y Zelda: The Wand of Gamelon son un par de videojuegos de acción y aventura desarrollados por Animation Magic y publicados por Philips Interactive Media para el CD-i. 
Link: The Faces of Evil pone al jugador en control de Link, que va en una búsqueda para derrotar a Ganon y rescatar a la Princesa Zelda. Zelda: The Wand of Gamelon invierte los roles y hace que el jugador controle a Zelda, quien sale para salvar a Link y defender su reino de Ganon. Ambos viajan a un mundo nuevo (Korodai y Gamelon, respectivamente) para frustrar los planes de Ganon. 
En el momento de su lanzamiento, los juegos recibieron críticas mixtas a positivas. En años posteriores, ambos juegos han recibido una recepción universalmente negativa por sus tramas, cinemáticas animadas, actuación de voz, controles y gráficos. Los juegos no fueron reconocidos en la guía oficial de The Legend of Zelda: Hyrule Historia; Eiji Aonuma, quien se ha desempeñado como director de la serie desde Ocarina of Time, ha comentado que los juegos "no encajan en la franquicia 'Zelda'".  Esto ha llevado a que ambos juegos, junto con Zelda's Adventure, fueran calificados por críticos modernos como algunos de los peores videojuegos de la historia. 
Las animaciones de ambos juegos se hicieron inmensamente populares dentro de la comunidad de YouTube Poop, convirtiéndose en un meme de internet.

## Jugabilidad
Los jugadores toman el control de Link en The Faces of Evil y Zelda en The Wand of Gamelon. Al comienzo de ambos juegos, los jugadores solo tienen acceso a tres áreas a las que se accede a través de un mapa del juego. Los dos personajes solo tienen sus espadas y escudos en esta etapa. La espada se puede usar para atacar a los enemigos, ya sea apuñalando o disparando "Power Blasts", mientras que el escudo puede desviar los ataques. El escudo se usa cuando el personaje del jugador está quieto o agachado. Obtendrán nuevos objetos más adelante en el juego, como aceite para lámparas, cuerdas y bombas que se pueden comprar en una tienda. Las rupias pueden obtenerse apuñalándolos con la espada después de derrotar a un enemigo; después de lo cual se pueden gastar en la tienda.
La salud del jugador se mide en "Corazones de vida". Aunque el jugador comienza el juego con solo tres corazones, hay maneras de ganar más. Cada vez que el jugador-personaje se lesiona, perderán al menos la mitad de un corazón. Las dos primeras veces que el personaje del jugador se queda sin Corazones, se le dará al jugador la opción de continuar desde cerca del punto donde se perdió su último corazón. Cuando el personaje del jugador pierda sus corazones por tercera vez, regresarán al mapa y el jugador deberá comenzar el nivel desde el principio. Al regresar al mapa, se llenan sus vidas y corazones, y retendrán los artículos y rubíes que hayan recogido.

## Trama

### Link: The Faces of Evil
La historia comienza en el castillo de Hyrule, donde un aburrido Link (el protagonista de la serie) discute las perspectivas de una nueva aventura con el rey Harkinian. Pronto, las esperanzas de Link se cumplen, cuando un mago llamado Gwonam llega a una alfombra mágica y les dice que Ganon (el antagonista de la serie) y sus secuaces se han apoderado de la isla de Koridai. Aunque el rey Harkinian ofrece ayuda de inmediato, Gwonam explica que según una profecía, "solo Link puede derrotar a Ganon". Link se transporta a Koridai y Gwonam le muestra las gigantescas estatuas de piedra de la legendaria isla, conocidas como las Caras del mal, que Link debe conquistar. Durante la época de Link en Koridai, la princesa Zelda es secuestrada por Ganon y encarcelada en su guarida.
Buscando rescatar a la princesa y liberar a Koridai, la Reina de Hielo envía a Link a Fortress Centrum para recuperar el Tesoro de la Muerte. En la fortaleza, Link encuentra lo que parece ser una Zelda dormida. Sin embargo, una vez despertada, la figura se transforma en Goronu, un nigromante que cambia de forma y que trabaja para Ganon. Después de derrotar a Goronu, Link recupera el Cristal de Reflexión, que permite que su escudo refleje maldiciones..
Link luego procede a derrotar a los minions de Ganon, entre los que se encuentran el revivido Goronu, el cerdo antropomorfo Arlequín, el blindado Militron, el lobo de tres ojos Lupay y el glotón Cíclope Glutko, el último de los cuales se recupera el Libro de Koridai. Un traductor llamado Ipo revela que el libro en sí es suficiente para derrotar a Ganon.
Después de cruzar por la guarida de Ganon, Link finalmente lo alcanza. Intenta reclutar a Link con la promesa de un gran poder (y la amenaza de muerte en caso de rechazo). Después de la batalla, Link lo encierra en el Libro de Koridai y luego despierta a la dormida Zelda. Gwonam aparece y felicita a Link por encarcelar a Ganon. Muestra a los dos un Koridai en rápida recuperación y declara a Link como el héroe de la isla. Sin embargo, Zelda se niega a besarlo como recompensa.

### Zelda: The Wand of Gamelon
El rey Harkinian anuncia su plan para ayudar al duque Onkled de Gamelon (posiblemente nombrado por Camelot con las primeras y últimas letras cambiadas) cuando esta última caiga bajo el ataque de Ganon y ordena a Zelda que envíe a Link para respaldo en caso de que ella no tenga noticias de él dentro de un mes. Pasa un mes sin respuestas del Rey, por lo que Zelda envía a Link a buscarlo.
Por desgracia, él también desaparece, así que Zelda se aventura a Gamelon (acompañada por su anciana enfermera Impa) para encontrar a Link y al Rey. Durante el tiempo de Zelda en Gamelon, Impa descubre que el rey Harkinian ha sido capturado, y que Link se ha comprometido en una batalla, cuyo resultado no está claro. Mientras se adentra en la isla, Zelda se encuentra con muchos personajes amistosos y batallas con muchos monstruos y enemigos, incluidos los villanos Gibdo, una momia, y Iron Knuckle, un caballero fuertemente armado. A lo largo de sus viajes, Zelda lucha contra el hechicero Wizzrobe para liberar a Lady Alma, quien le da a Zelda una cantina que afirma que Link le dio a cambio de un beso.
On reaching Duke Onkled's palace, Domodai Palace, it is revealed that Duke Onkled has betrayed the King and is working for Ganon. Zelda storms the palace, kills Ganon's minion Hectan, and saves an imprisoned Spaniard named Lord Kiro (sometimes known as Fari) who used to work for King Harkinian. Kiro reveals the secret entrance to Onkled's chamber, and when they confront him he reveals the entrance to Reesong Palace, where Ganon has taken residence.
Zelda viaja al Santuario de Gamelon para vencer a la quimera de cambio de cabeza Omfak y obtener la varita necesaria para derrotar a Ganon, y también visita el Bosque Nokani para obtener la linterna mágica necesaria para despejar la oscuridad alrededor de Ganon. Finalmente, en el palacio de Reesong, Zelda lucha contra Ganon, lo incapacita con la varita y rescata a su padre. De vuelta en el castillo de Hyrule, el duque Onkled es entregado al rey, pidiendo clemencia. Lo arrestan y el rey le ordena que friegue todos los pisos de Hyrule como castigo. Aunque aún se desconoce el paradero de Link, un comentario de Lady Alma incita a Zelda a arrojar su espejo contra la pared y, a medida que se rompe, Link se materializa mágicamente, aparentemente atrapada en el espejo. Empiezan a reír, ya que todo vuelve a estar bien.

## Desarrollo

### Concepto
En 1989, Nintendo firmó un acuerdo con Sony para comenzar el desarrollo de un sistema basado en CD-ROM conocido como "Nintendo PlayStation" (o el "CD de SNES") para ser un complemento Asamsung.6.0.1j 6.0.1systema.software.samsumg sistema de entretenimiento Super Nintendo que lo haría permitir FMV y juegos más grandes. Sin embargo, Nintendo rompió el acuerdo y, en cambio, firmó con Philips para hacer el complemento, lo que hizo que Sony terminara creando su propia consola, la PlayStation. Siendo testigo de la mala recepción del Sega Mega-CD, Nintendo desechó la idea de hacer un complemento por completo. Como parte de disolver el acuerdo con Philips, Nintendo les dio la licencia para usar cinco de sus personajes, incluyendo a Link, Princess Zelda y Ganon, para los juegos en la consola de Philips, el CD-i, después de la disolución de la sociedad.
Luego, contratando estudios independientes, Philips utilizó los personajes para crear tres juegos para el CD-i, y Nintendo no tomó parte en su desarrollo, excepto para dar una opinión sobre el aspecto de los personajes basado en las ilustraciones de los dos títulos originales de Nintendo y el de sus respectivos folletos de instrucciones. Philips insistió en que los estudios de desarrollo utilizan todos los aspectos de las capacidades del CD-i, incluido el FMV, Gráficos de alta resolución, y música con calidad de CD. Debido a que el sistema no había sido diseñado como una consola de videojuegos dedicada, había varias limitaciones técnicas, como los controles que no responden (especialmente para el controlador infrarrojo estándar), y numerosos problemas en la transmisión de audio, memoria, acceso a discos y gráficos. Los primeros dos juegos se exhibieron en el CES de 1993 y sorprendieron al público con su grado de animación.

### Presupuesto y diseño
The Faces of Evil y The Wand of Gamelon fueron los dos primeros juegos con licencia de Nintendo lanzados en el Philips CD-i. Se les otorgó un presupuesto relativamente bajo de aproximadamente US$600,000 y el plazo de desarrollo se estableció en poco más de un año, tiempo que tendría que dividirse entre los dos juegos. Animation Magic (el equipo de desarrollo con sede en Cambridge, Massachusetts), dirigido por Dale DeSharone, decidió que los dos juegos se desarrollarían conjuntamente y compartirían el mismo motor gráfico para usar el presupuesto de manera más eficiente.
El resto del equipo de desarrollo incluyó tres programadores (todos los empleados anteriores de Spinnaker Software), un músico (Tony Trippi) y el escritor independiente Jonathan Merritt, quien creó los guiones y los diseños. Bajo la dirección de DeSharone, el desarrollo del juego progresó de manera similar a su título anteriormente dirigido, Below the Root, un juego que John Szczepaniak, de Retro Gamer, sugirió que podría haber servido como precursor de todo tipo. Los diseños de fondo fueron creados por artistas locales de Cambridge.
Peer Schneider de IGN afirmó que la decisión de protagonizar a Zelda en The Wand of Gamelon se basaba en el hecho de que la biblioteca del CD-i estaba dirigida a mujeres. Sin embargo, sintió que fallaron en esto debido a que Zelda desempeñó el mismo papel que Link.

### Animaciones
Las escenas animadas fueron creadas por un equipo de cuatro animadores de Rusia, liderados por Igor Razboff, quienes volaron a los Estados Unidos para el proyecto. Estos juegos fueron la primera vez que una empresa estadounidense utilizó la subcontratación rusa, un movimiento que solo fue posible debido al clima político algo descongelado después de la caída del Muro de Berlín.

### Actuación de voz
Para la actuación de voz, Animation Magic audicionó a los actores locales de AFTRA. Esta sección contiene los actores de voz con sus personajes identificados.
| - Jeffrey Rath – Link - Jeffrey Nelson – Morshu, Militron - Mark Berry – Ganon, King Harkinian - Natalie Brown – Fairies, Blacksmith's Daughter, Ice Queen - Chris Flockton – Blacksmith, Goronu - Jerry Goodwin – Glutko, Beer Guy - Karen Grace – Astronomer, Lupay - John Mahon – Fisherman - Josie McElroy – Friendly Witch, Frozen Lady, Fish Lady - Phil Miller – Lighthouse Caretaker - Marguerite Scott – Water Woman - Paul Wann – Gwonam, Harlequin, Ipo - Bonnie Jean Wilbur – Princess Zelda | - Bonnie Jean Wilbur – Princess Zelda - Jeffrey Nelson – Duke Onkled, Iron Knuckle, Hectan, Wizzrobe - Mark Berry – King Harkinian, Ganon, Lord Kiro/Fari, Gibdo - Natalie Brown – Lady Alma, Water Girl, Hungry Girl, Fairies - Karen Grace – Swamp Man, Fisherman, Forest Girl, Witch #1 - Josie McElroy – Knitting Woman, Fairy Dust Lady, Witch #2 - Jeffrey Rath – Link, Armos - Marguerite Scott – Witch #3 - Eve Karpf - Impa - Paul Wann – Mayor Kravindish, Baker, Ushrom |

## Recepción

### Respuestas al lanzamiento
En el momento de su lanzamiento, la crítica contemporánea fue en gran medida positiva a mixta para ambos juegos. La revista SNES Force describió las secuencias animadas como "impresionantes" y elogió el juego por sus gráficos de alta resolución y su "brillante" uso del sonido y el habla. Muy anticipado por la prensa de videojuegos francesa, la revista Joystick describió The Faces of Evil como un verdadero juego de calidad arcade con impresionantes gráficos y "animación perfecta". Elogiaron de manera similar a The Wand of Gamelon y le brindaron un elogio adicional por su uso de la interpretación por voz, su argumento y sus antecedentes. La misma revista en última instancia, le daría un puntaje de 79% a The Faces of Evil, unos meses más tarde, otorgando calificaciones particularmente altas en música, efectos de sonido y tiempo de reproducción.
Otras publicaciones dieron más críticas negativas. La revista CDi calificó a The Faces of Evil con un 65%, afirmando que el juego era una mala relación con los juegos originales de Nintendo, y destacó la historia principal, la falta de características gráficas como el parallax scrolling y el juego lento y repetitivo. Otro crítico de la revista le dio a The Wand of Gamelon un 75% más alto y lo calificó de "juego bastante bueno" por sus rompecabezas y secuencias animadas. Sin embargo criticó su trama y los controles. En 1994, Edge informó que a medida que las ventas de CD-i comenzaban a sufrir, las críticas se agudizaban y los juegos se describían como empresas de bajo costo y bajo riesgo que no habían despertado ningún interés en la plataforma.

### Revaluación e infamia
La revista Wired dijo que la animación en ambos juegos era extremadamente simple y limitada, y que los gráficos tenían varios fallos. Travis Fahs de IGN criticó a los diseñadores por usar un estilo similar a Zelda II: The Adventure of Link para los juegos y por los controles "insoportables" y la escasa comprensión de los diseñadores de la franquicia The Legend of Zelda. Sin embargo, notó que los fondos parecían decentes considerando el mal diseño del hardware del CD-i. Peer Schneider de IGN criticó a The Wand of Gamelon por no hacerlo bien para indicar cuándo comienza o termina una plataforma, y también dijo que sus controles eran "descuidados".
Las escenas animadas y las actuaciones de voz de los juegos en particular atrajeron críticas. The Star Tribune describió la voz actuando como "risible" y también fue criticado por Zelda Elements como "discordante". IGN describió las escenas como "infame" y "cursi"; otros críticos los describieron como "monstruosos" y "una broma absoluta". Peer Schneider de IGN sintió que las escenas animadas en The Wand of Gamelon eran "entretenidas... por todas las razones equivocadas".
Las bandas sonoras de los juegos obtuvieron respuestas mixtas. Zelda Elements consideró que era "normal" y no está a la altura de la calidad habitual de Zelda, mientras que IGN describió la banda sonora como "CD de música pop". Sin embargo, esto ha sido cuestionado por otros revisores, que lo describieron como diverso, de alta calidad y excelente con un tempo optimista aventurero que combina "sintetizador de los años 80", guitarra eléctrica, flautas, marimbas y otros instrumentos inusuales.
A pesar de la gran recepción negativa que han recibido los juegos, también ha habido algunas críticas positivas. Tanto Danny Cowan de 1UP.com como John Szczepaniak de Hardcore Gaming 101 elogiaron a Faces of Evil y Wand of Gamelon como uno de los mejores juegos en el CD-i. Szczepaniak, en particular, sugirió que varias de las revistas que habían calificado y revisado Wand of Gamelon y Faces of Evil se habían involucrado en campañas de odio sin siquiera haber jugado el juego. Sus elogios se basaron en los detallados y bien dibujados fondos del juego (que se describió como al estilo de Giger y Monet) y juego "bastante decente", a pesar de sus criticados controles. Según Szczepaniak, los controles de los juegos funcionan mejor cuando se juegan con un panel de control CD-i de tres botones, en lugar del "control remoto de infrarrojos de mala calidad" del CD-i.
En una publicación periódica para la revista Retro Gamer, Szczepaniak identificó la comparación natural de los juegos por parte de los revisores con la calidad de los juegos en el resto de la serie de Zelda como una comparación inadecuada, y sugirió que, cuando se revisaron por derecho propio, los juegos fueron en realidad excelente. Contrariamente a lo que se describió como "mentiras perpetuadas acerca de Faces of Evil y Wand of Gamelon," Retro Gamer describió los juegos como "asombrosamente buenos" y los calificó como el número diez en sus "Perfect Ten Games" para el CD-i. Aunque reconocieron que carecían de canonicidad, fueron elogiados por su estimulante ritmo y su excelente diseño de juego.
Las animaciones de ambos juegos se hicieron inmensamente populares dentro de la comunidad de YouTube Poop, convirtiéndose en un meme de internet. Entre sus personajes, el comerciante Morshu de The Faces of Evil ganó una renovada popularidad alrededor de 2020 como meme de Internet, incluso en forma de una recreación en 3D de sus escenas de corte que se lanzó en enero de 2021.

### Ventas
En 1994, Edge informó que tanto Faces of Evil como Wand of Gamelon habían vendido un "número respetable de unidades". Sin embargo, IGN afirmó que las ventas de los juegos de CD-i (incluidos estos dos) eran deficientes y que estaban disponibles años más tarde.

### Rankings
Peer Schneider de IGN calificó los dos juegos entre los mayores fracasos de Nintendo (a pesar de que los juegos no fueron creados por Nintendo). Seanbaby, colaborador de Electronic Gaming Monthly, calificó a Wand of Gamelon como el sexto peor juego de todos los tiempos, mientras que GameTrailers lo clasificó como el quinto peor juego de todos los tiempos.
The Wand of Gamelon apareció en una encuesta de "The Greatest Legend of Zelda Game" junto con Zelda's Adventure. Perdió en el primer set de rondas ante The Legend of Zelda: A Link to the Past.

### Legado
Los remakes no oficiales de ambos juegos fueron desarrollados en GameMaker por el desarrollador aficionado Seth "Dopply" Fulkerson en un esfuerzo por aprender a desarrollar juegos por sí mismo. Después de cuatro años de desarrollo, los remakes se lanzaron en noviembre de 2020 para Linux y Microsoft Windows. Los remakes cuentan con los mismos activos y jugabilidad que los lanzamientos originales y agregan varias mejoras en la calidad de vida. Además de los subtítulos para las escenas y un modo de pantalla ancha, los remakes agregan nuevo contenido desbloqueable y la capacidad de elegir entre el estilo de juego original y el "Modo Remasterizado", que realiza varios cambios en el juego para reducir la frustración del jugador. Para evitar recibir un aviso de cese y desistimiento de Nintendo, al igual que muchos proyectos de fans similares, Fulkerson hizo que los remakes no estuvieran disponibles para su descarga dos días después de su lanzamiento.
Para 2023, Fulkerson estaba desarrollando un sucesor espiritual de los juegos, titulado Arzette: The Jewel of Faramore. Arzette cuenta con una jugabilidad y gráficos similares a los de Faces of Evil y Wand of Gamelon, así como actuaciones vocales de los actores de Link y Zelda Jeffrey Rath y Bonnie Jean Wilbur. El juego fue publicado por Limited Run Games el 14 de febrero de 2024 para Nintendo Switch, PlayStation 4, PlayStation 5, Xbox Series X/S y Windows.